# Макрофаги

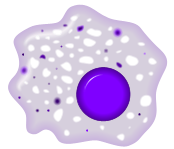
Макрофаг

Макрофа́ги (от др.-греч. μακρός — большой, и φάγος — пожиратель) — клетки в организме животных, способные к активному захвату и перевариванию бактерий, остатков погибших клеток и других чужеродных или токсичных для организма частиц. Термин «макрофаги» введён Мечниковым. Устаревшие, вышедшие из употребления синонимы: гистиоцит-макрофаг, гистофагоцит, макрофагоцит, мегалофаг-пожиратель.
Макрофаги присутствуют практически в каждом органе и ткани, где они выступают в качестве первой линии иммунной защиты от патогенов и играют важную роль в поддержании тканевого гомеостаза.

## Происхождение
В 1970-х годах была сформулирована гипотеза о системе мононуклеарных фагоцитов, в соответствии с которой макрофаги представляют собой конечную стадию дифференцировки моноцитов крови, которые, в свою очередь, происходят из мультипотентных стволовых клеток крови в костном мозге. Однако исследования, проведённые в 2008—2013 годах, показали, что макрофаги тканей взрослых мышей представлены двумя популяциями, которые различаются по своему происхождению, механизму поддержания численности и функциям. Первая популяция это тканевые, или резидентные макрофаги. Они происходят из эритромиелоидных предшественников (не имеющих отношения к стволовым клеткам крови) желточного мешка и эмбриональной печени и заселяют ткани на различных этапах эмбриогенеза. Резидентные макрофаги приобретают тканеспецифичные характеристики и поддерживают свою численность за счёт пролиферации in situ без какого-либо участия моноцитов. К долгоживущим тканевым макрофагам относят купферовские клетки печени, микроглию центральной нервной системы, альвеолярные макрофаги лёгких, перитонеальные макрофаги брюшной полости, клетки Лангерганса кожи, макрофаги красной пульпы селезёнки.
Вторая популяция представлена относительно короткоживущими макрофагами моноцитарного (костномозгового) происхождения. Относительное содержание таких клеток в ткани зависит от её типа и возраста организма. Так макрофаги костномозгового происхождения составляют менее 5 % всех макрофагов головного мозга, печени и эпидермиса, небольшую долю макрофагов лёгких, сердца и селезёнки (однако эта доля увеличивается с возрастом организма) и большую часть макрофагов собственной пластинки слизистой оболочки кишечника. Количество макрофагов моноцитарного происхождения резко увеличивается при воспалении и нормализуется по его окончании.

## Активация макрофагов
In vitro, под воздействием экзогенных стимулов, макрофаги могут активироваться. Активация сопровождается существенным изменением профиля экспрессии генов и формированием клеточного фенотипа специфичного для каждого типа стимулов. Исторически первыми были открыты два во многом противоположных типа активированных макрофагов, которые по аналогии с Th1/Th2 назвали M1 и M2. Макрофаги типа М1 дифференцируются ex vivo при стимуляции предшественников интерфероном-γ при участии фактора транскрипции STAT1. Макрофаги типа М2 дифференцируются ex vivo при стимуляции интерлейкином 4 (через STAT6).
Долгое время М1 и М2 были единственными известными типами активированных макрофагов, что позволило сформулировать гипотезу об их поляризации. Однако к 2014 году накопились сведения, указывающие на существование целого спектра активированных состояний макрофагов, которые не соответствуют ни типу М1, ни типу М2. В настоящее время, нет убедительных доказательств того, что активированные состояния макрофагов, наблюдаемые in vitro, соответствуют тому, что происходит в живом организме, и являются ли эти состояния постоянными или временными.

## Макрофаги, ассоциированные с опухолью
Злокачественные опухоли оказывают влияние на своё тканевое микроокружение, в том числе и на макрофаги. Моноциты крови инфильтрируют опухоль и под влиянием сигнальных молекул, секретируемых опухолью (M-CSF, GM-CSF, IL4, IL10, TGF-β), дифференцируются в макрофаги с «антивоспалительным» фенотипом и, подавляя антиопухолевый иммунитет и стимулируя формирование новых кровеносных сосудов, способствуют росту и метастазированию опухоли.

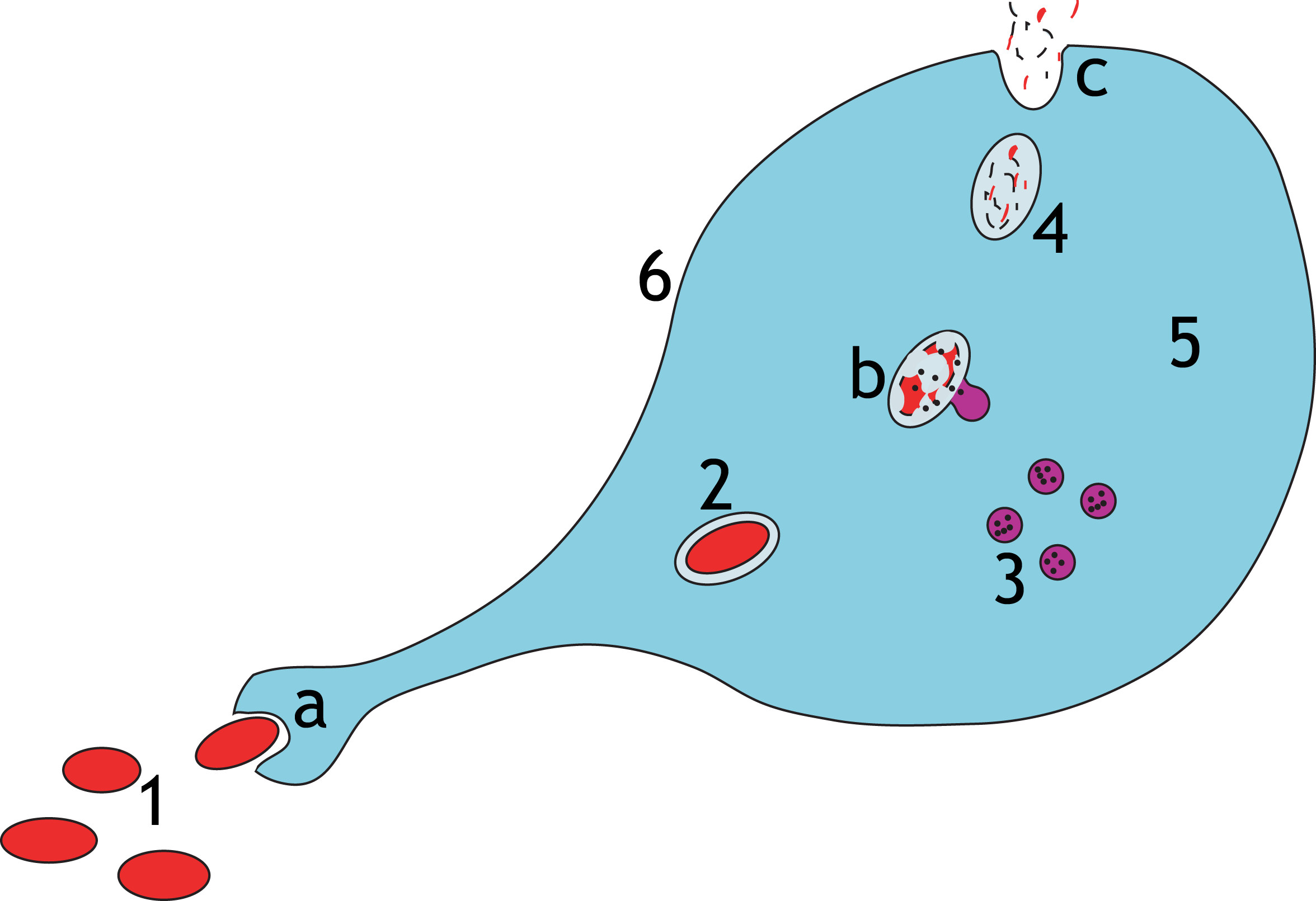
Макрофаг, поглощающий патогены

## Значение макрофагов в иммунитете
Макрофаги являются своеобразным накопителем поступающих в организм антигенов, которые находятся в нем в виде детерминант (участков молекулы антигена, определяющих его специфичность), состоящих не менее чем из 5 пептидов. Антигены подвергают особой переработке: взаимодействуя с рецепторами мембраны макрофага антигены вызывают активацию их лизосомальных ферментов и увеличение синтеза ДНК.
Макрофаги играют весьма существенную роль в индукции антителообразования, для которой необходимы все три типа клеток (макрофаги, Т- и В-лимфоциты). Антиген, связанный с различными фракциями макрофагов (мембраны, лизосомы), является значительно более иммуногенным, чем нативный антиген. После обработки в макрофаге антигены поступают к Т- и B-лимфоцитам, макрофаги, содержащие антиген, вначале реагируют с Т-клетками, и только после этого «включаются в работу» В-клетки. Взаимодействие макрофагов с Т-клетками регулируется Н-антигенами или продуктом гена, связанного с системой генов гистосовместимости.